# Giro Ciclistico d'Italia 2018
La 41.ª edición del Giro Ciclistico d'Italia (también llamado extraoficialmente: Baby Giro o Girobio), fue una carrera de ciclismo en ruta por etapas que se celebró en Italia entre el 7 y el 16 de junio de 2018 con inicio en la ciudad de Forlì y final en el municipio de San Pietro di Feletto sobre una distancia total de 1190,2 kilómetros. El recorrido consistió de un prólogo y 9 etapas de las cuales la novena etapa estuvo dividida en 2 subetapas para un total de 11 fracciones. 
La prueba hizo parte del UCI Europe Tour 2018 dentro de la categoría 2.2U (categoría del profesionalismo sub-23 para corredores menores de 23 años).
La carrera fue ganada por el corredor ruso Aleksandr Vlasov del equipo Selección de Rusia U23, en segundo lugar João Almeida (Hagens Berman Axeon) y en tercer lugar Robert Stannard (Mitchelton-BikeExchange).

## Equipos participantes
Tomaron parte en la carrera 29 equipos de categoría Sub-23: 1 de categoría Profesional Continental invitado por la organización; 9 de categoría Continental; 17 equipos regionales; y 2 equipos nacionales. Formando así un pelotón de 176 ciclistas de los que acabaron 135. Los equipos participantes fueron:
| Equipo continental profesional- Hagens Berman Axeon Equipos continentales (9)- Biesse Carrera Gavardo - Dimension Data-Qhubeka - Mitchelton-BikeExchange - Polartec-Kometa - SEG Racing Academy - Astana City - Tirol Cycling Team - Wiggins - UC Monaco Equipos nacionales (2)- Colombia sub-23 - Rusia sub-23 Equipo ciclista aficionado- Zappi Racing Team Equipos regionales y de clubes (15)- ASD Ciclista Malmantile Gruppo Corse - Friuli - Gallina-Colosio-Eurofeed - General Store Bottoli Zardini - GS Maltinti Lampadari - IAM Excelsior - Iseo Serrature-Rime-Carnovali - Lotto-Soudal U23 - Mastromarco Sensi Nibali - Petroli Firenze-Maserati-Hopplà - Colpack - Zalf Euromobil Désirée Fior - GSC Viris Vigevano Lomellina - Team Pala Fenice Franchini A.S.D. - VPM Porto Sant'Elpidio Monte Urano Unknown team category- Daniel Alejandro Méndez |
| |

## Recorrido
El Giro Ciclistico d'Italia dispuso de once etapas dividido en un prólogo, tres etapas llanas, tres etapas de alta montaña, tres etapas de media montaña, y una contrarreloj individual para un recorrido total de 1190,2 kilómetros.
| Etapa       | Fecha     | Recorrido                                       | type                    | Distancia (km) | Ganador               | Líder            |
| ----------- | --------- | ----------------------------------------------- | ----------------------- | -------------- | --------------------- | ---------------- |
| Prólogo     | 7 de jun  | Forlì – Forlì                                   | contrarreloj individual | 4,4            | Edoardo Affini        | Edoardo Affini   |
| 1.ª etapa   | 8 de jun  | Riccione – Forlì                                | etapa llana             | 137,7          | Giovanni Lonardi      | Jasper Philipsen |
| 2.ª etapa   | 9 de jun  | Nonantola – Sestola                             | etapa llana             | 138,2          | Markus Wildauer       | Markus Wildauer  |
| 3.ª etapa   | 10 de jun | Rio Saliceto – Mornico al Serio                 | etapa llana             | 164,3          | Jasper Philipsen      | Markus Wildauer  |
| 4.ª etapa   | 11 de jun | Mornico al Serio – Passo del Maniva             | etapa de montaña        | 127,9          | Alejandro Osorio      | Alejandro Osorio |
| 5.ª etapa   | 12 de jun | Darfo Boario Terme – Dimaro Folgarida           | etapa de montaña        | 127,8          | Einer Rubio           | Stephen Williams |
| 6.ª etapa   | 13 de jun | Dimaro Folgarida – Pergine Valsugana            | etapa escarpada         | 120,7          | Sean Bennett          | Alejandro Osorio |
| 7.ª etapa   | 14 de jun | Schio – Pian delle Fugazze                      | etapa de montaña        | 136,9          | Stephen Williams      | Mark Donovan     |
| 8.ª etapa   | 15 de jun | Levico Terme – Asiago                           | etapa de media montaña  | 157,4          | Cristian Camilo Muñoz | Alejandro Osorio |
| 9.ª etapa A | 16 de jun | Conegliano – Valdobbiadene                      | etapa escarpada         | 72,8           | Alberto Dainese       | Aleksandr Vlásov |
| 9.ª etapa B | 16 de jun | Muro di Ca' del Poggio – Muro di Ca' del Poggio | contrarreloj individual | 22,4           | Robert Stannard       | Aleksandr Vlásov |

## Desarrollo de la carrera

### Prólogo
| Forlì - Forlì | contrarreloj individual | (4,4 km) |

| \| Clasificación de la etapa \| Clasificación de la etapa \| Clasificación de la etapa \| Clasificación de la etapa \| Clasificación de la etapa \| \| Ciclista \| Ciclista \| Equipo \| Tiempo \| \| \| ------------------------- \| ------------------------- \| ------------------------------- \| ------------------------- \| ------------------------- \| \| 1.º \| Edoardo Affini \| SEG Racing Academy \| 4 min 58 s \| \| \| 2.º \| Jasper Philipsen \| Hagens Berman Axeon \| + 1 s \| \| \| 3.º \| Matteo Sobrero \| Dimension Data for Qhubeka \| + 4 s \| \| \| 4.º \| William Barta \| Hagens Berman Axeon \| + 5 s \| \| \| 5.º \| Alexander Konychev \| Petroli Firenze-Maserati-Hopplà \| + 5 s \| \| |                    |                                 |            |
| |                    |                                 |            |
| |                    |                                 |            |
| Clasificación de la etapa |                    |                                 |            |
| Ciclista | Ciclista           | Equipo                          | Tiempo     |
| 1.º | Edoardo Affini     | SEG Racing Academy              | 4 min 58 s |
| 2.º | Jasper Philipsen   | Hagens Berman Axeon             | + 1 s      |
| 3.º | Matteo Sobrero     | Dimension Data for Qhubeka      | + 4 s      |
| 4.º | William Barta      | Hagens Berman Axeon             | + 5 s      |
| 5.º | Alexander Konychev | Petroli Firenze-Maserati-Hopplà | + 5 s      |

| \| Clasificación general \| Clasificación general \| Clasificación general \| Clasificación general \| Clasificación general \| \| Ciclista \| Ciclista \| Equipo \| Tiempo \| \| \| --------------------- \| --------------------- \| ------------------------------- \| --------------------- \| --------------------- \| \| 1.º \| Edoardo Affini \| SEG Racing Academy \| 4 min 58 s \| \| \| 2.º \| Jasper Philipsen \| Hagens Berman Axeon \| + 1 s \| \| \| 3.º \| Matteo Sobrero \| Dimension Data for Qhubeka \| + 4 s \| \| \| 4.º \| William Barta \| Hagens Berman Axeon \| + 5 s \| \| \| 5.º \| Alexander Konychev \| Petroli Firenze-Maserati-Hopplà \| + 5 s \| \| |                    |                                 |            |
| |                    |                                 |            |
| |                    |                                 |            |
| Clasificación general |                    |                                 |            |
| Ciclista | Ciclista           | Equipo                          | Tiempo     |
| 1.º | Edoardo Affini     | SEG Racing Academy              | 4 min 58 s |
| 2.º | Jasper Philipsen   | Hagens Berman Axeon             | + 1 s      |
| 3.º | Matteo Sobrero     | Dimension Data for Qhubeka      | + 4 s      |
| 4.º | William Barta      | Hagens Berman Axeon             | + 5 s      |
| 5.º | Alexander Konychev | Petroli Firenze-Maserati-Hopplà | + 5 s      |

### 1.ª etapa
| Riccione - Forlì | etapa llana | (137,7 km) |

| \| Clasificación de la etapa \| Clasificación de la etapa \| Clasificación de la etapa \| Clasificación de la etapa \| Clasificación de la etapa \| \| Ciclista \| Ciclista \| Equipo \| Tiempo \| \| \| ------------------------- \| ------------------------- \| ----------------------------- \| ------------------------- \| ------------------------- \| \| 1.º \| Giovanni Lonardi \| General Store Bottoli Zardini \| 3 h 21 min 11 s \| \| \| 2.º \| Gerben Thijssen \| Lotto-Soudal U23 \| + 0 s \| \| \| 3.º \| Jasper Philipsen \| Hagens Berman Axeon \| + 0 s \| \| \| 4.º \| Alberto Dainese \| Zalf Euromobil Désirée Fior \| + 0 s \| \| \| 5.º \| Samuele Zambelli \| \| + 0 s \| \| |                  |                               |                 |
| |                  |                               |                 |
| |                  |                               |                 |
| Clasificación de la etapa |                  |                               |                 |
| Ciclista | Ciclista         | Equipo                        | Tiempo          |
| 1.º | Giovanni Lonardi | General Store Bottoli Zardini | 3 h 21 min 11 s |
| 2.º | Gerben Thijssen  | Lotto-Soudal U23              | + 0 s           |
| 3.º | Jasper Philipsen | Hagens Berman Axeon           | + 0 s           |
| 4.º | Alberto Dainese  | Zalf Euromobil Désirée Fior   | + 0 s           |
| 5.º | Samuele Zambelli |                               | + 0 s           |

| \| Clasificación general \| Clasificación general \| Clasificación general \| Clasificación general \| Clasificación general \| \| Ciclista \| Ciclista \| Equipo \| Tiempo \| \| \| --------------------- \| --------------------- \| ----------------------------- \| --------------------- \| --------------------- \| \| 1.º \| Jasper Philipsen \| Hagens Berman Axeon \| 4 min 58 s \| \| \| 2.º \| Giovanni Lonardi \| General Store Bottoli Zardini \| + 1 s \| \| \| 3.º \| Edoardo Affini \| SEG Racing Academy \| + 4 s \| \| \| 4.º \| Matteo Sobrero \| Dimension Data for Qhubeka \| + 5 s \| \| \| 5.º \| Gerben Thijssen \| Lotto-Soudal U23 \| + 5 s \| \| |                  |                               |            |
| |                  |                               |            |
| |                  |                               |            |
| Clasificación general |                  |                               |            |
| Ciclista | Ciclista         | Equipo                        | Tiempo     |
| 1.º | Jasper Philipsen | Hagens Berman Axeon           | 4 min 58 s |
| 2.º | Giovanni Lonardi | General Store Bottoli Zardini | + 1 s      |
| 3.º | Edoardo Affini   | SEG Racing Academy            | + 4 s      |
| 4.º | Matteo Sobrero   | Dimension Data for Qhubeka    | + 5 s      |
| 5.º | Gerben Thijssen  | Lotto-Soudal U23              | + 5 s      |

### 2.ª etapa
| Nonantola - Sestola | etapa llana | (138,2 km) |

| \| Clasificación de la etapa \| Clasificación de la etapa \| Clasificación de la etapa \| Clasificación de la etapa \| Clasificación de la etapa \| \| Ciclista \| Ciclista \| Equipo \| Tiempo \| \| \| ------------------------- \| ------------------------- \| ------------------------- \| ------------------------- \| ------------------------- \| \| 1.º \| Markus Wildauer \| Tirol Cycling Team \| 3 h 19 min 43 s \| \| \| 2.º \| Alessandro Covi \| Colpack \| + 0 s \| \| \| 3.º \| Michele Corradini \| Mastromarco Sensi Nibali \| + 33 s \| \| \| 4.º \| Johannes Schinnagel \| Tirol Cycling Team \| + 36 s \| \| \| 5.º \| Wilmar Paredes \| Manzana Postobón \| + 36 s \| \| |                     |                          |                 |
| |                     |                          |                 |
| |                     |                          |                 |
| Clasificación de la etapa |                     |                          |                 |
| Ciclista | Ciclista            | Equipo                   | Tiempo          |
| 1.º | Markus Wildauer     | Tirol Cycling Team       | 3 h 19 min 43 s |
| 2.º | Alessandro Covi     | Colpack                  | + 0 s           |
| 3.º | Michele Corradini   | Mastromarco Sensi Nibali | + 33 s          |
| 4.º | Johannes Schinnagel | Tirol Cycling Team       | + 36 s          |
| 5.º | Wilmar Paredes      | Manzana Postobón         | + 36 s          |

| \| Clasificación general \| Clasificación general \| Clasificación general \| Clasificación general \| Clasificación general \| \| Ciclista \| Ciclista \| Equipo \| Tiempo \| \| \| --------------------- \| --------------------- \| -------------------------- \| --------------------- \| --------------------- \| \| 1.º \| Markus Wildauer \| Tirol Cycling Team \| 6 h 45 min 48 s \| \| \| 2.º \| Jasper Philipsen \| Hagens Berman Axeon \| + 41 s \| \| \| 3.º \| Alessandro Covi \| Colpack \| + 48 s \| \| \| 4.º \| Michele Corradini \| Mastromarco Sensi Nibali \| + 49 s \| \| \| 5.º \| Matteo Sobrero \| Dimension Data for Qhubeka \| + 52 s \| \| |                   |                            |                 |
| |                   |                            |                 |
| |                   |                            |                 |
| Clasificación general |                   |                            |                 |
| Ciclista | Ciclista          | Equipo                     | Tiempo          |
| 1.º | Markus Wildauer   | Tirol Cycling Team         | 6 h 45 min 48 s |
| 2.º | Jasper Philipsen  | Hagens Berman Axeon        | + 41 s          |
| 3.º | Alessandro Covi   | Colpack                    | + 48 s          |
| 4.º | Michele Corradini | Mastromarco Sensi Nibali   | + 49 s          |
| 5.º | Matteo Sobrero    | Dimension Data for Qhubeka | + 52 s          |

### 3.ª etapa
| Rio Saliceto - Mornico al Serio | etapa llana | (164,3 km) |

| \| Clasificación de la etapa \| Clasificación de la etapa \| Clasificación de la etapa \| Clasificación de la etapa \| Clasificación de la etapa \| \| Ciclista \| Ciclista \| Equipo \| Tiempo \| \| \| ------------------------- \| ------------------------- \| ----------------------------- \| ------------------------- \| ------------------------- \| \| 1.º \| Jasper Philipsen \| Hagens Berman Axeon \| 3 h 45 min 10 s \| \| \| 2.º \| Matteo Moschetti \| Polartec-Kometa \| + 0 s \| \| \| 3.º \| Giovanni Lonardi \| General Store Bottoli Zardini \| + 0 s \| \| \| 4.º \| Michael Rice \| Hagens Berman Axeon \| + 0 s \| \| \| 5.º \| Francesco Di Felice \| Gallina-Colosio-Eurofeed \| + 0 s \| \| |                     |                               |                 |
| |                     |                               |                 |
| |                     |                               |                 |
| Clasificación de la etapa |                     |                               |                 |
| Ciclista | Ciclista            | Equipo                        | Tiempo          |
| 1.º | Jasper Philipsen    | Hagens Berman Axeon           | 3 h 45 min 10 s |
| 2.º | Matteo Moschetti    | Polartec-Kometa               | + 0 s           |
| 3.º | Giovanni Lonardi    | General Store Bottoli Zardini | + 0 s           |
| 4.º | Michael Rice        | Hagens Berman Axeon           | + 0 s           |
| 5.º | Francesco Di Felice | Gallina-Colosio-Eurofeed      | + 0 s           |

| \| Clasificación general \| Clasificación general \| Clasificación general \| Clasificación general \| Clasificación general \| \| Ciclista \| Ciclista \| Equipo \| Tiempo \| \| \| --------------------- \| --------------------- \| ------------------------ \| --------------------- \| --------------------- \| \| 1.º \| Markus Wildauer \| Tirol Cycling Team \| 10 h 30 min 58 s \| \| \| 2.º \| Jasper Philipsen \| Hagens Berman Axeon \| + 31 s \| \| \| 3.º \| Matteo Moschetti \| Polartec-Kometa \| + 48 s \| \| \| 4.º \| Alessandro Covi \| Colpack \| + 48 s \| \| \| 5.º \| Michele Corradini \| Mastromarco Sensi Nibali \| + 49 s \| \| |                   |                          |                  |
| |                   |                          |                  |
| |                   |                          |                  |
| Clasificación general |                   |                          |                  |
| Ciclista | Ciclista          | Equipo                   | Tiempo           |
| 1.º | Markus Wildauer   | Tirol Cycling Team       | 10 h 30 min 58 s |
| 2.º | Jasper Philipsen  | Hagens Berman Axeon      | + 31 s           |
| 3.º | Matteo Moschetti  | Polartec-Kometa          | + 48 s           |
| 4.º | Alessandro Covi   | Colpack                  | + 48 s           |
| 5.º | Michele Corradini | Mastromarco Sensi Nibali | + 49 s           |

### 4.ª etapa
| Mornico al Serio - Passo del Maniva | etapa de montaña | (127,9 km) |

| \| Clasificación de la etapa \| Clasificación de la etapa \| Clasificación de la etapa \| Clasificación de la etapa \| Clasificación de la etapa \| \| Ciclista \| Ciclista \| Equipo \| Tiempo \| \| \| ------------------------- \| ------------------------- \| ------------------------- \| ------------------------- \| ------------------------- \| \| 1.º \| Alejandro Osorio \| Colombia sub-23 \| 32 h 13 min 30 s \| \| \| 2.º \| Daniel Muñoz \| Colombia sub-23 \| + 0 s \| \| \| 3.º \| Gino Mäder \| IAM Excelsior \| + 5 s \| \| \| 4.º \| Cristian Camilo Muñoz \| Colombia sub-23 \| + 9 s \| \| \| 5.º \| Aleksandr Vlásov \| Rusia sub-23 \| + 9 s \| \| |                       |                 |                  |
| |                       |                 |                  |
| |                       |                 |                  |
| Clasificación de la etapa |                       |                 |                  |
| Ciclista | Ciclista              | Equipo          | Tiempo           |
| 1.º | Alejandro Osorio      | Colombia sub-23 | 32 h 13 min 30 s |
| 2.º | Daniel Muñoz          | Colombia sub-23 | + 0 s            |
| 3.º | Gino Mäder            | IAM Excelsior   | + 5 s            |
| 4.º | Cristian Camilo Muñoz | Colombia sub-23 | + 9 s            |
| 5.º | Aleksandr Vlásov      | Rusia sub-23    | + 9 s            |

| \| Clasificación general \| Clasificación general \| Clasificación general \| Clasificación general \| Clasificación general \| \| Ciclista \| Ciclista \| Equipo \| Tiempo \| \| \| --------------------- \| --------------------- \| --------------------- \| --------------------- \| --------------------- \| \| 1.º \| Alejandro Osorio \| Colombia sub-23 \| 13 h 45 min 14 s \| \| \| 2.º \| Markus Wildauer \| Tirol Cycling Team \| + 0 s \| \| \| 3.º \| Aleksandr Vlásov \| Rusia sub-23 \| + 16 s \| \| \| 4.º \| Stephen Williams \| SEG Racing Academy \| + 18 s \| \| \| 5.º \| Daniel Muñoz \| Colombia sub-23 \| + 20 s \| \| |                  |                    |                  |
| |                  |                    |                  |
| |                  |                    |                  |
| Clasificación general |                  |                    |                  |
| Ciclista | Ciclista         | Equipo             | Tiempo           |
| 1.º | Alejandro Osorio | Colombia sub-23    | 13 h 45 min 14 s |
| 2.º | Markus Wildauer  | Tirol Cycling Team | + 0 s            |
| 3.º | Aleksandr Vlásov | Rusia sub-23       | + 16 s           |
| 4.º | Stephen Williams | SEG Racing Academy | + 18 s           |
| 5.º | Daniel Muñoz     | Colombia sub-23    | + 20 s           |

### 5.ª etapa
| Darfo Boario Terme - Dimaro Folgarida | etapa de montaña | (127,8 km) |

| \| Clasificación de la etapa \| Clasificación de la etapa \| Clasificación de la etapa \| Clasificación de la etapa \| Clasificación de la etapa \| \| Ciclista \| Ciclista \| Equipo \| Tiempo \| \| \| ------------------------- \| ------------------------- \| ------------------------- \| ------------------------- \| ------------------------- \| \| 1.º \| Einer Rubio \| Colombia sub-23 \| 3 h 36 min 47 s \| \| \| 2.º \| Stephen Williams \| SEG Racing Academy \| + 5 s \| \| \| 3.º \| Yuriy Natarov \| Astana City \| + 10 s \| \| \| 4.º \| Cristian Camilo Muñoz \| Colombia sub-23 \| + 21 s \| \| \| 5.º \| João Almeida \| Hagens Berman Axeon \| + 26 s \| \| |                       |                     |                 |
| |                       |                     |                 |
| |                       |                     |                 |
| Clasificación de la etapa |                       |                     |                 |
| Ciclista | Ciclista              | Equipo              | Tiempo          |
| 1.º | Einer Rubio           | Colombia sub-23     | 3 h 36 min 47 s |
| 2.º | Stephen Williams      | SEG Racing Academy  | + 5 s           |
| 3.º | Yuriy Natarov         | Astana City         | + 10 s          |
| 4.º | Cristian Camilo Muñoz | Colombia sub-23     | + 21 s          |
| 5.º | João Almeida          | Hagens Berman Axeon | + 26 s          |

| \| Clasificación general \| Clasificación general \| Clasificación general \| Clasificación general \| Clasificación general \| \| Ciclista \| Ciclista \| Equipo \| Tiempo \| \| \| --------------------- \| --------------------- \| --------------------- \| --------------------- \| --------------------- \| \| 1.º \| Stephen Williams \| SEG Racing Academy \| 17 h 22 min 18 s \| \| \| 2.º \| Alejandro Osorio \| Colombia sub-23 \| + 13 s \| \| \| 3.º \| Yuriy Natarov \| Astana City \| + 23 s \| \| \| 4.º \| Cristian Camilo Muñoz \| Colombia sub-23 \| + 24 s \| \| \| 5.º \| Aleksandr Vlásov \| Rusia sub-23 \| + 25 s \| \| |                       |                    |                  |
| |                       |                    |                  |
| |                       |                    |                  |
| Clasificación general |                       |                    |                  |
| Ciclista | Ciclista              | Equipo             | Tiempo           |
| 1.º | Stephen Williams      | SEG Racing Academy | 17 h 22 min 18 s |
| 2.º | Alejandro Osorio      | Colombia sub-23    | + 13 s           |
| 3.º | Yuriy Natarov         | Astana City        | + 23 s           |
| 4.º | Cristian Camilo Muñoz | Colombia sub-23    | + 24 s           |
| 5.º | Aleksandr Vlásov      | Rusia sub-23       | + 25 s           |

### 6.ª etapa
| Dimaro Folgarida - Pergine Valsugana | etapa escarpada | (120,7 km) |

| \| Clasificación de la etapa \| Clasificación de la etapa \| Clasificación de la etapa \| Clasificación de la etapa \| Clasificación de la etapa \| \| Ciclista \| Ciclista \| Equipo \| Tiempo \| \| \| ------------------------- \| ------------------------- \| ------------------------- \| ------------------------- \| ------------------------- \| \| 1.º \| Sean Bennett \| Hagens Berman Axeon \| 2 h 32 min 52 s \| \| \| 2.º \| Robert Stannard \| Mitchelton-BikeExchange \| + 0 s \| \| \| 3.º \| Mark Donovan \| Team Wiggins \| + 1 s \| \| \| 4.º \| Alejandro Osorio \| Colombia sub-23 \| + 4 s \| \| \| 5.º \| Michele Corradini \| Mastromarco Sensi Nibali \| + 2 min 25 s \| \| |                   |                          |                 |
| |                   |                          |                 |
| |                   |                          |                 |
| Clasificación de la etapa |                   |                          |                 |
| Ciclista | Ciclista          | Equipo                   | Tiempo          |
| 1.º | Sean Bennett      | Hagens Berman Axeon      | 2 h 32 min 52 s |
| 2.º | Robert Stannard   | Mitchelton-BikeExchange  | + 0 s           |
| 3.º | Mark Donovan      | Team Wiggins             | + 1 s           |
| 4.º | Alejandro Osorio  | Colombia sub-23          | + 4 s           |
| 5.º | Michele Corradini | Mastromarco Sensi Nibali | + 2 min 25 s    |

| \| Clasificación general \| Clasificación general \| Clasificación general \| Clasificación general \| Clasificación general \| \| Ciclista \| Ciclista \| Equipo \| Tiempo \| \| \| --------------------- \| --------------------- \| --------------------- \| --------------------- \| --------------------- \| \| 1.º \| Alejandro Osorio \| Colombia sub-23 \| 19 h 55 min 22 s \| \| \| 2.º \| Mark Donovan \| Team Wiggins \| + 39 s \| \| \| 3.º \| Stephen Williams \| SEG Racing Academy \| + 2 min 14 s \| \| \| 4.º \| Yuriy Natarov \| Astana City \| + 2 min 37 s \| \| \| 5.º \| Cristian Camilo Muñoz \| Colombia sub-23 \| + 2 min 38 s \| \| |                       |                    |                  |
| |                       |                    |                  |
| |                       |                    |                  |
| Clasificación general |                       |                    |                  |
| Ciclista | Ciclista              | Equipo             | Tiempo           |
| 1.º | Alejandro Osorio      | Colombia sub-23    | 19 h 55 min 22 s |
| 2.º | Mark Donovan          | Team Wiggins       | + 39 s           |
| 3.º | Stephen Williams      | SEG Racing Academy | + 2 min 14 s     |
| 4.º | Yuriy Natarov         | Astana City        | + 2 min 37 s     |
| 5.º | Cristian Camilo Muñoz | Colombia sub-23    | + 2 min 38 s     |

### 7.ª etapa
| Schio - Pian delle Fugazze | etapa de montaña | (136,9 km) |

| \| Clasificación de la etapa \| Clasificación de la etapa \| Clasificación de la etapa \| Clasificación de la etapa \| Clasificación de la etapa \| \| Ciclista \| Ciclista \| Equipo \| Tiempo \| \| \| ------------------------- \| ------------------------- \| ------------------------- \| ------------------------- \| ------------------------- \| \| 1.º \| Stephen Williams \| SEG Racing Academy \| 3 h 31 min 49 s \| \| \| 2.º \| Aleksandr Vlásov \| Rusia sub-23 \| + 26 s \| \| \| 3.º \| William Barta \| Hagens Berman Axeon \| + 28 s \| \| \| 4.º \| João Almeida \| Hagens Berman Axeon \| + 28 s \| \| \| 5.º \| Mark Donovan \| Team Wiggins \| + 28 s \| \| |                  |                     |                 |
| |                  |                     |                 |
| |                  |                     |                 |
| Clasificación de la etapa |                  |                     |                 |
| Ciclista | Ciclista         | Equipo              | Tiempo          |
| 1.º | Stephen Williams | SEG Racing Academy  | 3 h 31 min 49 s |
| 2.º | Aleksandr Vlásov | Rusia sub-23        | + 26 s          |
| 3.º | William Barta    | Hagens Berman Axeon | + 28 s          |
| 4.º | João Almeida     | Hagens Berman Axeon | + 28 s          |
| 5.º | Mark Donovan     | Team Wiggins        | + 28 s          |

| \| Clasificación general \| Clasificación general \| Clasificación general \| Clasificación general \| Clasificación general \| \| Ciclista \| Ciclista \| Equipo \| Tiempo \| \| \| --------------------- \| --------------------- \| --------------------- \| --------------------- \| --------------------- \| \| 1.º \| Mark Donovan \| Team Wiggins \| 23 h 28 min 18 s \| \| \| 2.º \| Alejandro Osorio \| Colombia sub-23 \| + 14 s \| \| \| 3.º \| Stephen Williams \| SEG Racing Academy \| + 57 s \| \| \| 4.º \| Aleksandr Vlásov \| Rusia sub-23 \| + 1 min 52 s \| \| \| 5.º \| João Almeida \| Hagens Berman Axeon \| + 2 min 13 s \| \| |                  |                     |                  |
| |                  |                     |                  |
| |                  |                     |                  |
| Clasificación general |                  |                     |                  |
| Ciclista | Ciclista         | Equipo              | Tiempo           |
| 1.º | Mark Donovan     | Team Wiggins        | 23 h 28 min 18 s |
| 2.º | Alejandro Osorio | Colombia sub-23     | + 14 s           |
| 3.º | Stephen Williams | SEG Racing Academy  | + 57 s           |
| 4.º | Aleksandr Vlásov | Rusia sub-23        | + 1 min 52 s     |
| 5.º | João Almeida     | Hagens Berman Axeon | + 2 min 13 s     |

### 8.ª etapa
| Levico Terme - Asiago | etapa de media montaña | (157,4 km) |

| \| Clasificación de la etapa \| Clasificación de la etapa \| Clasificación de la etapa \| Clasificación de la etapa \| Clasificación de la etapa \| \| Ciclista \| Ciclista \| Equipo \| Tiempo \| \| \| ------------------------- \| ------------------------- \| ------------------------- \| ------------------------- \| ------------------------- \| \| 1.º \| Cristian Camilo Muñoz \| Colombia sub-23 \| 4 h 16 min 08 s \| \| \| 2.º \| Einer Rubio \| Colombia sub-23 \| + 0 s \| \| \| 3.º \| Aleksandr Vlásov \| Rusia sub-23 \| + 0 s \| \| \| 4.º \| João Almeida \| Hagens Berman Axeon \| + 31 s \| \| \| 5.º \| Robert Stannard \| Mitchelton-BikeExchange \| + 1 min 20 s \| \| |                       |                         |                 |
| |                       |                         |                 |
| |                       |                         |                 |
| Clasificación de la etapa |                       |                         |                 |
| Ciclista | Ciclista              | Equipo                  | Tiempo          |
| 1.º | Cristian Camilo Muñoz | Colombia sub-23         | 4 h 16 min 08 s |
| 2.º | Einer Rubio           | Colombia sub-23         | + 0 s           |
| 3.º | Aleksandr Vlásov      | Rusia sub-23            | + 0 s           |
| 4.º | João Almeida          | Hagens Berman Axeon     | + 31 s          |
| 5.º | Robert Stannard       | Mitchelton-BikeExchange | + 1 min 20 s    |

| \| Clasificación general \| Clasificación general \| Clasificación general \| Clasificación general \| Clasificación general \| \| Ciclista \| Ciclista \| Equipo \| Tiempo \| \| \| --------------------- \| --------------------- \| --------------------- \| --------------------- \| --------------------- \| \| 1.º \| Alejandro Osorio \| Colombia sub-23 \| 27 h 46 min 04 s \| \| \| 2.º \| Aleksandr Vlásov \| Rusia sub-23 \| + 8 s \| \| \| 3.º \| Mark Donovan \| Team Wiggins \| + 23 s \| \| \| 4.º \| Cristian Camilo Muñoz \| Colombia sub-23 \| + 1 min 01 s \| \| \| 5.º \| João Almeida \| Hagens Berman Axeon \| + 1 min 06 s \| \| |                       |                     |                  |
| |                       |                     |                  |
| |                       |                     |                  |
| Clasificación general |                       |                     |                  |
| Ciclista | Ciclista              | Equipo              | Tiempo           |
| 1.º | Alejandro Osorio      | Colombia sub-23     | 27 h 46 min 04 s |
| 2.º | Aleksandr Vlásov      | Rusia sub-23        | + 8 s            |
| 3.º | Mark Donovan          | Team Wiggins        | + 23 s           |
| 4.º | Cristian Camilo Muñoz | Colombia sub-23     | + 1 min 01 s     |
| 5.º | João Almeida          | Hagens Berman Axeon | + 1 min 06 s     |

### 9.ª etapa A
| Conegliano - Valdobbiadene | etapa escarpada | (72,8 km) |

| \| Clasificación de la etapa \| Clasificación de la etapa \| Clasificación de la etapa \| Clasificación de la etapa \| Clasificación de la etapa \| \| Ciclista \| Ciclista \| Equipo \| Tiempo \| \| \| ------------------------- \| ------------------------- \| --------------------------- \| ------------------------- \| ------------------------- \| \| 1.º \| Alberto Dainese \| Zalf Euromobil Désirée Fior \| 1 h 40 min 52 s \| \| \| 2.º \| Francesco Di Felice \| Gallina-Colosio-Eurofeed \| + 0 s \| \| \| 3.º \| Julian Mertens \| Lotto-Soudal U23 \| + 0 s \| \| \| 4.º \| Mark Downey \| Team Wiggins \| + 0 s \| \| \| 5.º \| Nicolas Dalla Valle \| \| + 0 s \| \| |                     |                             |                 |
| |                     |                             |                 |
| |                     |                             |                 |
| Clasificación de la etapa |                     |                             |                 |
| Ciclista | Ciclista            | Equipo                      | Tiempo          |
| 1.º | Alberto Dainese     | Zalf Euromobil Désirée Fior | 1 h 40 min 52 s |
| 2.º | Francesco Di Felice | Gallina-Colosio-Eurofeed    | + 0 s           |
| 3.º | Julian Mertens      | Lotto-Soudal U23            | + 0 s           |
| 4.º | Mark Downey         | Team Wiggins                | + 0 s           |
| 5.º | Nicolas Dalla Valle |                             | + 0 s           |

| \| Clasificación general \| Clasificación general \| Clasificación general \| Clasificación general \| Clasificación general \| \| Ciclista \| Ciclista \| Equipo \| Tiempo \| \| \| --------------------- \| --------------------- \| --------------------- \| --------------------- \| --------------------- \| \| 1.º \| Aleksandr Vlásov \| Gazprom-RusVelo \| 29 h 27 min 04 s \| \| \| 2.º \| Mark Donovan \| Team Wiggins \| + 15 s \| \| \| 3.º \| Stephen Williams \| SEG Racing Academy \| + 1 min 12 s \| \| \| 4.º \| Alejandro Osorio \| Colombia sub-23 \| + 1 min 18 s \| \| \| 5.º \| Cristian Camilo Muñoz \| Colombia sub-23 \| + 1 min 43 s \| \| |                       |                    |                  |
| |                       |                    |                  |
| |                       |                    |                  |
| Clasificación general |                       |                    |                  |
| Ciclista | Ciclista              | Equipo             | Tiempo           |
| 1.º | Aleksandr Vlásov      | Gazprom-RusVelo    | 29 h 27 min 04 s |
| 2.º | Mark Donovan          | Team Wiggins       | + 15 s           |
| 3.º | Stephen Williams      | SEG Racing Academy | + 1 min 12 s     |
| 4.º | Alejandro Osorio      | Colombia sub-23    | + 1 min 18 s     |
| 5.º | Cristian Camilo Muñoz | Colombia sub-23    | + 1 min 43 s     |

### 9.ª etapa B
| Muro di Ca' del Poggio - Muro di Ca' del Poggio | contrarreloj individual | (22,4 km) |

| \| Clasificación de la etapa \| Clasificación de la etapa \| Clasificación de la etapa \| Clasificación de la etapa \| Clasificación de la etapa \| \| Ciclista \| Ciclista \| Equipo \| Tiempo \| \| \| ------------------------- \| ------------------------- \| -------------------------- \| ------------------------- \| ------------------------- \| \| 1.º \| Robert Stannard \| Mitchelton-BikeExchange \| 29 min 25 s \| \| \| 2.º \| João Almeida \| Hagens Berman Axeon \| + 11 s \| \| \| 3.º \| Mikkel Bjerg \| Hagens Berman Axeon \| + 31 s \| \| \| 4.º \| Stefan de Bod \| Dimension Data for Qhubeka \| + 59 s \| \| \| 5.º \| Edoardo Affini \| SEG Racing Academy \| + 1 min 07 s \| \| |                 |                            |              |
| |                 |                            |              |
| |                 |                            |              |
| Clasificación de la etapa |                 |                            |              |
| Ciclista | Ciclista        | Equipo                     | Tiempo       |
| 1.º | Robert Stannard | Mitchelton-BikeExchange    | 29 min 25 s  |
| 2.º | João Almeida    | Hagens Berman Axeon        | + 11 s       |
| 3.º | Mikkel Bjerg    | Hagens Berman Axeon        | + 31 s       |
| 4.º | Stefan de Bod   | Dimension Data for Qhubeka | + 59 s       |
| 5.º | Edoardo Affini  | SEG Racing Academy         | + 1 min 07 s |

## Clasificaciones finales
- Las clasificaciones finalizaron de la siguiente forma:[5]

### Clasificación general
| \| Clasificación general \| Clasificación general \| Clasificación general \| Clasificación general \| Clasificación general \| \| Ciclista \| Ciclista \| Equipo \| Tiempo \| \| \| --------------------- \| --------------------- \| ----------------------- \| --------------------- \| --------------------- \| \| 1.º \| Aleksandr Vlásov \| Rusia sub-23 \| 29 h 57 min 42 s \| \| \| 2.º \| João Almeida \| Hagens Berman Axeon \| + 46 s \| \| \| 3.º \| Robert Stannard \| Mitchelton-BikeExchange \| + 52 s \| \| \| 4.º \| Mark Donovan \| Team Wiggins \| + 1 min 03 s \| \| \| 5.º \| Stephen Williams \| SEG Racing Academy \| + 1 min 56 s \| \| \| 6.º \| Alejandro Osorio \| Colombia sub-23 \| + 1 min 57 s \| \| \| 7.º \| Cristian Camilo Muñoz \| Colombia sub-23 \| + 3 min 22 s \| \| \| 8.º \| Alessandro Covi \| Colpack \| + 6 min 28 s \| \| \| 9.º \| Michel Ries \| Polartec-Kometa \| + 6 min 32 s \| \| \| 10.º \| Yuriy Natarov \| Astana City \| + 6 min 35 s \| \| |                       |                         |                  |
| |                       |                         |                  |
| Fuente: ProCyclingStats |                       |                         |                  |
| Clasificación general |                       |                         |                  |
| Ciclista | Ciclista              | Equipo                  | Tiempo           |
| 1.º | Aleksandr Vlásov      | Rusia sub-23            | 29 h 57 min 42 s |
| 2.º | João Almeida          | Hagens Berman Axeon     | + 46 s           |
| 3.º | Robert Stannard       | Mitchelton-BikeExchange | + 52 s           |
| 4.º | Mark Donovan          | Team Wiggins            | + 1 min 03 s     |
| 5.º | Stephen Williams      | SEG Racing Academy      | + 1 min 56 s     |
| 6.º | Alejandro Osorio      | Colombia sub-23         | + 1 min 57 s     |
| 7.º | Cristian Camilo Muñoz | Colombia sub-23         | + 3 min 22 s     |
| 8.º | Alessandro Covi       | Colpack                 | + 6 min 28 s     |
| 9.º | Michel Ries           | Polartec-Kometa         | + 6 min 32 s     |
| 10.º | Yuriy Natarov         | Astana City             | + 6 min 35 s     |

### Clasificación de la montaña
| Clasificación de la montaña | Clasificación de la montaña | Clasificación de la montaña | Clasificación de la montaña | Clasificación de la montaña |
| Ciclista                    | Ciclista                    | Equipo                      | Puntos                      |                             |
| --------------------------- | --------------------------- | --------------------------- | --------------------------- | --------------------------- |
| 1.º                         | Edoardo Faresin             | Zalf Euromobil Désirée Fior | 59 pts                      |                             |
| 2.º                         | Gino Mäder                  | IAM Excelsior               | 52 pts                      |                             |
| 3.º                         | Cristian Camilo Muñoz       | Colombia sub-23             | 48 pts                      |                             |
| 4.º                         | Stephen Williams            | SEG Racing Academy          | 40 pts                      |                             |
| 5.º                         | Aleksandr Vlásov            | Rusia sub-23                | 40 pts                      |                             |

### Clasificación de los puntos
| Clasificación por puntos | Clasificación por puntos | Clasificación por puntos      | Clasificación por puntos | Clasificación por puntos |
| Ciclista                 | Ciclista                 | Equipo                        | Puntos                   |                          |
| ------------------------ | ------------------------ | ----------------------------- | ------------------------ | ------------------------ |
| 1.º                      | Robert Stannard          | Mitchelton-BikeExchange       | 63 pts                   |                          |
| 2.º                      | Giovanni Lonardi         | General Store Bottoli Zardini | 60 pts                   |                          |
| 3.º                      | Sean Bennett             | Hagens Berman Axeon           | 53 pts                   |                          |
| 4.º                      | Aleksandr Vlásov         | Rusia sub-23                  | 48 pts                   |                          |
| 5.º                      | Cristian Camilo Muñoz    | Colombia sub-23               | 45 pts                   |                          |

### Clasificación de los sprint intermedios
| Clasificación de las metas volantes | Clasificación de las metas volantes | Clasificación de las metas volantes | Clasificación de las metas volantes | Clasificación de las metas volantes |
| Ciclista                            | Ciclista                            | Equipo                              | Puntos                              |                                     |
| ----------------------------------- | ----------------------------------- | ----------------------------------- | ----------------------------------- | ----------------------------------- |
| 1.º                                 | Michele Corradini                   | Mastromarco Sensi Nibali            | 10 pts                              |                                     |
| 2.º                                 | Alessandro Covi                     | Colpack                             | 5 pts                               |                                     |
| 3.º                                 | Brent Van Moer                      | Lotto-Soudal U23                    | 5 pts                               |                                     |
| 4.º                                 | Marlon Gaillard                     | Vendée U Pays de la Loire           | 5 pts                               |                                     |
| 5.º                                 | Edoardo Affini                      | SEG Racing Academy                  | 5 pts                               |                                     |

### Clasificación de los jóvenes
| Clasificación del mejor joven | Clasificación del mejor joven | Clasificación del mejor joven | Clasificación del mejor joven | Clasificación del mejor joven |
| Ciclista                      | Ciclista                      | Equipo                        | Tiempo                        |                               |
| ----------------------------- | ----------------------------- | ----------------------------- | ----------------------------- | ----------------------------- |
| 1.º                           | João Almeida                  | Hagens Berman Axeon           | 29 h 58 min 28 s              |                               |
| 2.º                           | Robert Stannard               | Mitchelton-BikeExchange       | + 6 s                         |                               |
| 3.º                           | Mark Donovan                  | Team Wiggins                  | + 17 s                        |                               |
| 4.º                           | Alejandro Osorio              | Colombia sub-23               | + 1 min 11 s                  |                               |
| 5.º                           | Alessandro Covi               | Colpack                       | + 5 min 42 s                  |                               |

## Evolución de las clasificaciones
| Etapa                   | Vencedor                | Clasificación general Maglia Rosa | Clasificación de la montaña Maglia Verde | Clasificación por puntos Maglia Rossa | Clasificación de los sprint intermedios Maglia Blu | Clasificación de los jóvenes (Sub-21) Maglia Bianca | Clasificación por equipos |
| ----------------------- | ----------------------- | --------------------------------- | ---------------------------------------- | ------------------------------------- | -------------------------------------------------- | --------------------------------------------------- | ------------------------- |
| Prólogo                 | Edoardo Affini          | Edoardo Affini                    | William Barta                            | Matteo Sobrero                        | Alex Colman                                        | Jasper Philipsen                                    | Hagens Berman Axeon       |
| 1.ª                     | Giovanni Lonardi        | Jasper Philipsen                  | Marco Landi                              | Giovanni Lonardi                      | Alex Colman                                        | Jasper Philipsen                                    | Hagens Berman Axeon       |
| 2.ª                     | Markus Wildauer         | Markus Wildauer                   | Edoardo Faresin                          | Matteo Moschetti                      | Alex Colman                                        | Markus Wildauer                                     | Tirol                     |
| 3.ª                     | Jasper Philipsen        | Markus Wildauer                   | Edoardo Faresin                          | Matteo Moschetti                      | Alex Colman                                        | Markus Wildauer                                     | Tirol                     |
| 4.ª                     | Alejandro Osorio        | Alejandro Osorio                  | Edoardo Faresin                          | Matteo Moschetti                      | Alex Colman                                        | Alejandro Osorio                                    | Colombia U23              |
| 5.ª                     | Einer Rubio             | Stephen Williams                  | Cristian Camilo Muñoz                    | Matteo Moschetti                      | Alex Colman                                        | Alejandro Osorio                                    | Colombia U23              |
| 6.ª                     | Sean Bennett            | Alejandro Osorio                  | Cristian Camilo Muñoz                    | Giovanni Lonardi                      | Alessandro Covi                                    | Alejandro Osorio                                    | Colombia U23              |
| 7.ª                     | Stephen Williams        | Mark Donovan                      | Edoardo Faresin                          | Giovanni Lonardi                      | Michele Corradini                                  | Mark Donovan                                        | Colombia U23              |
| 8.ª                     | Cristian Camilo Muñoz   | Alejandro Osorio                  | Cristian Camilo Muñoz                    | Robert Stannard                       | Michele Corradini                                  | Alejandro Osorio                                    | Colombia U23              |
| 9.ª A                   | Alberto Dainese         | Aleksandr Vlasov                  | Edoardo Faresin                          | Robert Stannard                       | Michele Corradini                                  | Mark Donovan                                        | Colombia U23              |
| 9.ª B                   | Robert Stannard         | Aleksandr Vlasov                  | Edoardo Faresin                          | Robert Stannard                       | Michele Corradini                                  | João Almeida                                        | Colombia U23              |
| Clasificaciones finales | Clasificaciones finales | Aleksandr Vlasov                  | Edoardo Faresin                          | Robert Stannard                       | Michele Corradini                                  | João Almeida                                        | Colombia U23              |

## UCI Europe Tour (U23) Ranking
El Giro Ciclistico d'Italia otorga puntos para el UCI Europe Tour 2018 y el UCI World Ranking, este último para corredores de los equipos en las categorías UCI WorldTeam, Profesional Continental y Equipos Continentales. Las siguientes tablas muestran el baremo de puntuación y los 10 corredores que obtuvieron más puntos:
| Posición              | 1.ª | 2.ª | 3.ª | 4.ª | 5.ª | 6.ª | 7.ª | 8.ª | 9.ª | 10.ª |
| Clasificación general | 30  | 25  | 20  | 15  | 10  | 5   | 3   | 1   | 1   | 1    |
| Por etapa             | 5   | 1   |     |     |     |     |     |     |     |      |
| Líder                 | 1   |     |     |     |     |     |     |     |     |      |

| Clasificación | Clasificación         | Clasificación             | Clasificación | Clasificación | Clasificación | Clasificación |
| Posición      | Ciclista              | Equipo                    | General       | Etapa         | Líder         | Total         |
| ------------- | --------------------- | ------------------------- | ------------- | ------------- | ------------- | ------------- |
| 1.º           | Aleksandr Vlasov      | Selección de Rusia U23    | 30            | 1             | 1             | 32            |
| 2.º           | João Almeida          | Hagens Berman Axeon       | 25            | 1             | -             | 26            |
| 3.º           | Robert Stannard       | Mitchelton-BikeExchange   | 20            | 6             | -             | 26            |
| 4.º           | Stephen Williams      | SEG Racing Academy        | 10            | 6             | 1             | 17            |
| 5.º           | Mark Donovan          | Wiggins                   | 15            | -             | 1             | 16            |
| 6.º           | Alejandro Osorio      | Selección de Colombia U23 | 5             | 5             | 3             | 13            |
| 7.º           | Cristian Camilo Muñoz | Selección de Colombia U23 | 3             | 5             | -             | 8             |
| 8.º           | Jasper Philipsen      | Hagens Berman Axeon       | -             | 6             | 1             | 7             |
| 9.º           | Markus Wildauer       | Tirol                     | -             | 5             | 2             | 7             |
| 10.º          | Edoardo Affini        | SEG Racing Academy        | -             | 5             | 1             | 6             |